# Dumitru Hotoboc
Dumitru Hotoboc (n. 23 decembrie 1978, Târgu Jiu) este un jucător român de fotbal. A debutat în Liga I în 1999, sub culorile echipei FC Steaua București.